# Estátua de Abraham Lincoln (Prefeitura do Distrito de Columbia)

Estátua de Abraham Lincoln (Prefeitura do Distrito de Columbia)

Abraham Lincoln é uma escultura de mármore do presidente americano Abraham Lincoln do artista irlandês Lot Flannery, localizada em frente ao antigo Distrito de Columbia City Hall em Washington, D.C. 

## História
A maioria dos residentes de Washington, D.C. ficaram chocados e horrorizados com o assassinato do presidente republicano Abraham Lincoln em 14 de abril de 1865.

Por causa de sua localização geográfica, a cidade às vezes era suspeita de ser simpatizante da Confederação durante a Guerra Civil.